# Vicariatul Rodnei
Vicariatul Rodnei cu sediul la Năsăud a fost o structură ecleziastică a Bisericii Române Unite cu Roma. Inițial a făcut parte din Arhidieceza de Făgăraș și Alba Iulia. În secolul al XIX-lea au existat demersuri pentru înființarea unei episcopii la Năsăud, însă autoritățile civile și ecleziastice au preferat Gherla.

## Istoric
În anul 1786, în timpul protopopului Ioan Para, prin decretul imperial al împăratului Iosif al II-lea de la Viena, a fost înființat Vicariatul Rodnei. Vicariatul a cuprins inițial 39 din cele 44 de comune grănicerești, iar ulterior numărul comunelor a ajuns la 46. În jurisdicția sa a intrat și protopopiatul greco-catolic al Bistriței, înființat în anul 1780, precum și cel al Budacului.
Vicariatul, numit întotdeauna în actele emise de oficiul vicarial „al Rodnei”, după vechiul centru al zonei, a avut sediul în Năsăud, unde își avea reședința Regimentul II de Graniță de la Năsăud. În perioada de la sfârșitul secolului al XVIII-lea și prima jumătate a secolului al XIX-lea până la desființarea regimentului grăniceresc (1851) au fost vicari Ioan Halmaghi, Ioan Nemeș, Ioan Marian și Macedon Pop.
Demnitatea vicarială conferea titularilor săi statutul de suplinitor al episcopului în teritoriu, bucurându-se astfel de o întâietate onorifică, dar și canonică față de ceilalți protopopi.
În 1853 Episcopia de Făgăraș a fost ridicată la rangul de arhiepiscopie, cu alte două episcopii sufragane (subordonate), cea de Lugoj și cea de Gherla. Vicariatul Rodnei a intrat astfel în componența nou înființatei Episcopii de Gherla.
Satele din zona Bistriței, de „după Dealul Târgului”, erau constituite într-un protopopiat al Budacului, subordonat Vicariatului Rodnei, cu sediul la Năsăud. Unul dintre protopopii remarcabili ai Bistriței a fost Pr. Gherasim Domide, semnatar al Memorandumului românilor ardeleni de la sfârșitul secolului al XIX-lea. Cea mai cunoscută și de faimă școală greco-catolică românească din zonă a fost Gimnaziul superior grăniceresc de la Năsăud (1863), devenit ulterior liceul, iar astăzi, Colegiul Național "George Coșbuc". În timpul cât a funcționat Districtul autonom al Năsăudului și după arondarea administrativ-eclezială, la conducerea vicariatului a venit preotul Grigore Moisil (1858-1891), fost paroh al Rodnei și Tihei-Bârăului. 

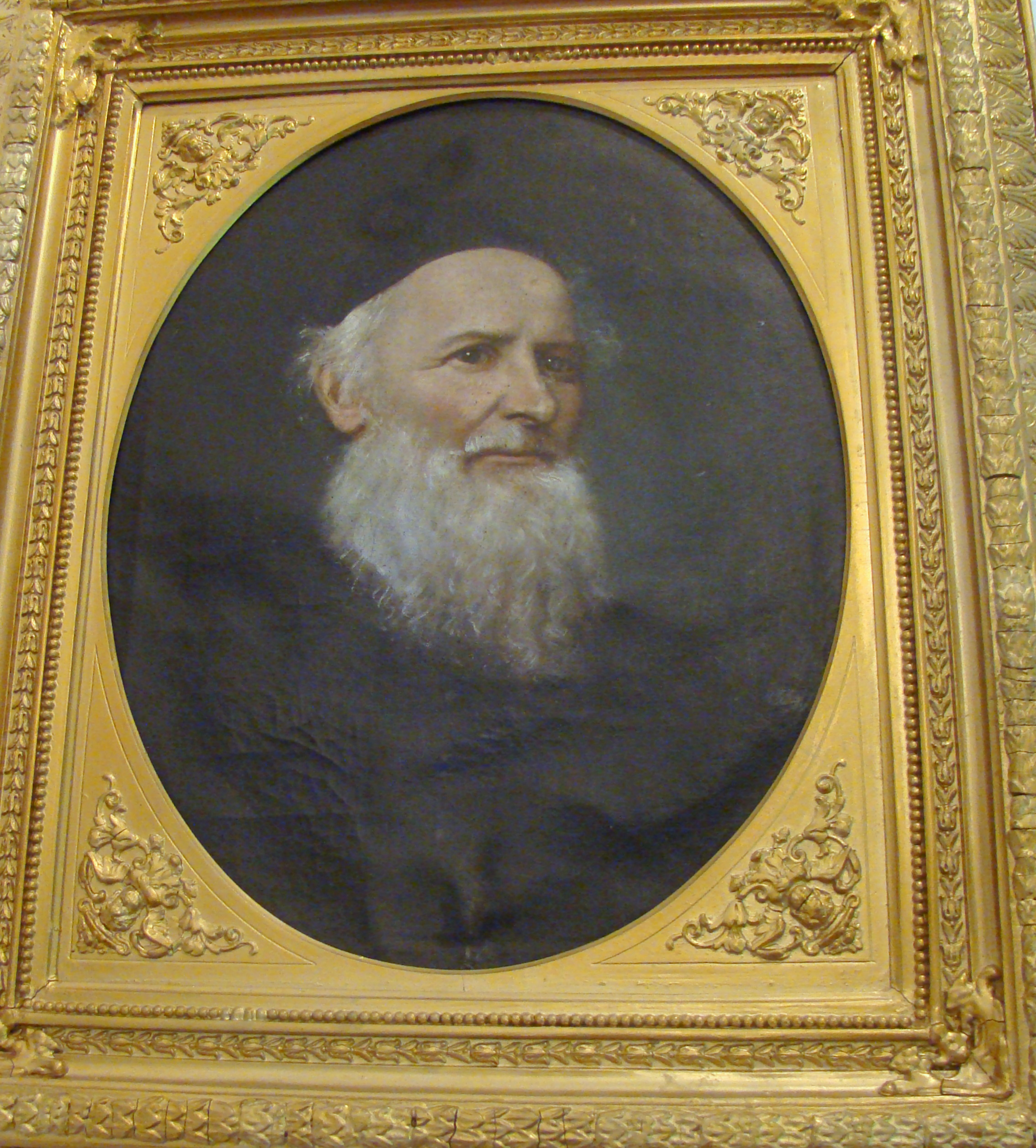
Grigore Moisil, Muzeul Grăniceresc Năsăudean

În anul 1931 Episcopia de Gherla a fost reorganizată (odată cu înființarea Episcopiei greco-catolice a Maramureșului), sub denumirea de Cluj-Gherla, sediul fiind mutat astfel la Cluj, de către episcopul de atunci, Dr. Iuliu Hossu. 
În anul 1948 Vicariatul Rodnei avea în componență 42 de parohii organizate în trei protopopiate, cel al Năsăudului, cel Bistriței și cel al Budacului. În 1948, Biserica Română Unită, Greco-Catolică avea să fie scoasă în afara legii de autoritățile comuniste, fiindu-i confiscat întreg patrimoniu, iar bisericile și casele parohiale au fost preluate de Biserica Ortodoxă Română. 
Ultimul vicar foraneu, Pr. Simion Pop, protopopul Năsăudului, a fost arestat în data de 27 octombrie 1948, anchetat la Securitatea din Bistrița și închis la penitenciarul din Aiud.
În anii care au urmat lui 1948 peste vechile structuri bisericești greco-catolice din Vicariatul de Rodna a fost înființat un protopopiat ortodox ale Năsăudului (1952), iar cel vechi ortodox al Bistriței extinzându-și jurisdicția peste parohiile greco-catolice din protopopiatul unit bistrițean și cel al Budacului, desființate de autoritățile comuniste.